# Inmigración rusa en Kazajistán
Los rusos de Kazajistán son la minoría étnica más importante de Kazajistán luego de los kazajos. Según cifras oficiales, en 2013 representaban el 20% de la población total del país.

## Historia
Cuando el Ejército Rojo ocupó Kazajistán entre 1919 y 1920, las autoridades soviéticas crearon la República Socialista de Kazajistán. A partir de la década de 1920, se fomentó la emigración de colonos rusos al territorio al tiempo que se forzaba la sedentarización de los campesinos kazajos. En 1927, bajo la presidencia de Stalin, se dispusieron los primeros asentamientos. 
Como consecuencia de la política de rusificación, hacia 1960 los rusos llegaron a constituir el 43% la población, prevaleciendo incluso sobre los kazajos. La composición étnica de Kazajistán también se vio alterada por las deportaciones forzadas de otros pueblos, como alemanes y tártaros de Crimea.

## Población
Según los resultados oficiales del censo realizado en 2009, viven casi 3,8 millones de rusos en Kazajistán (un 23,7% de la población total). Representa una considerable disminución respecto al censo de 1999, según el cual los rusos sumaban 4,4 millones representando entonces casi el 30% de la población.
La mayoría de los rusos se concentran en el norte del país, en las provincias de Kazajistán Septentrional, Kostanay, Akmola y Pavlodar. También hay una importante presencia en Astana, la capital.
Desde principios de la década de 1990, el peso demográfico de los rusos disminuye constantemente, en parte porque muchos de ellos han decidido trasladarse a Rusia tras la independencia de Kazajistán en 1991. Así, muchos de los distritos mayoritariamente habitados por rusos (como los de Denisov, Karabalyk, Mendykara y Zhetikara) han visto disminuir considerablemente su cantidad de habitantes.

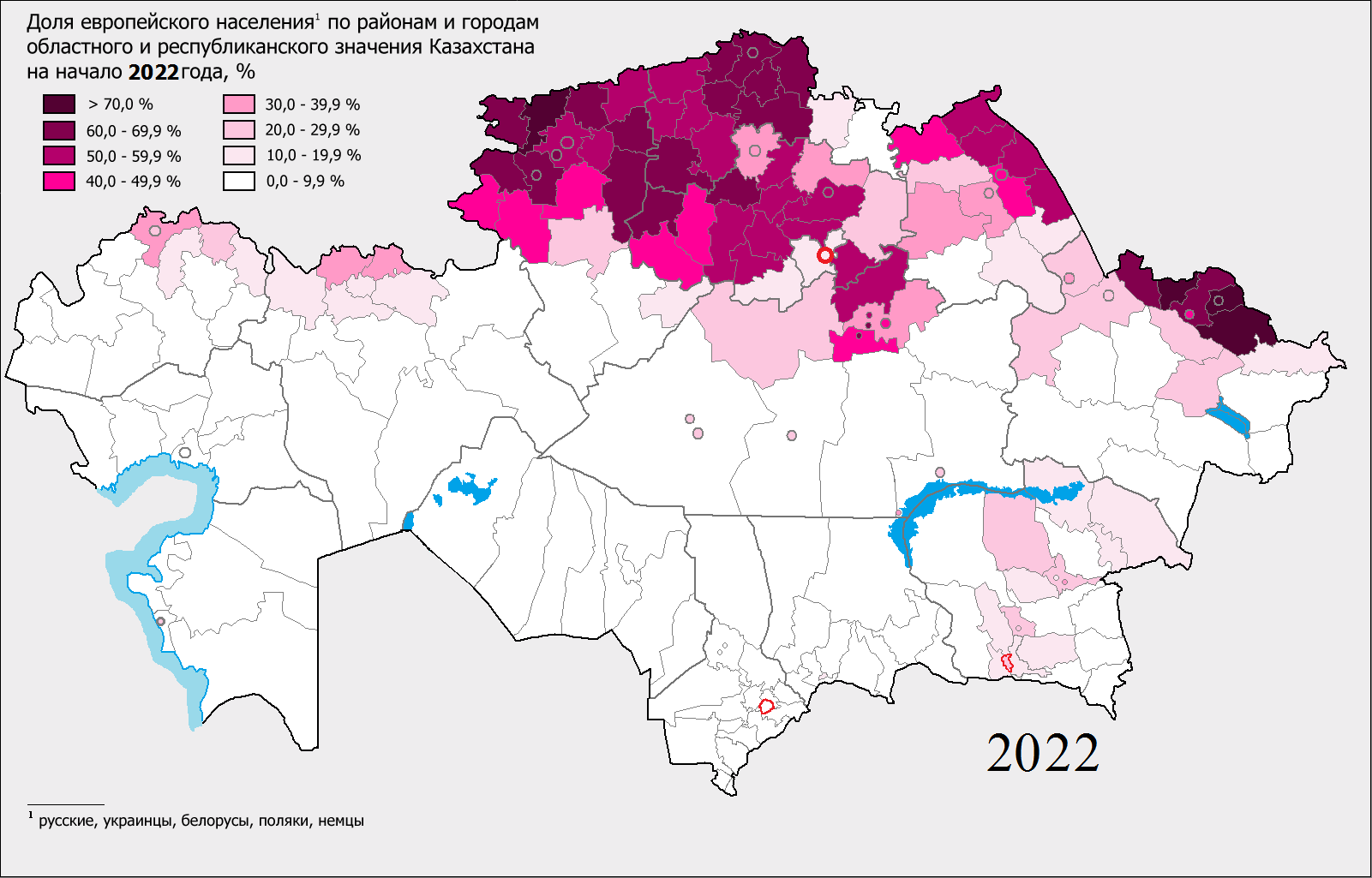

| Las proporciones de la población rusa por distritos y ciudades de Kazajistán en 2022. > 70 % 60.0 - 69.9 % 50.0 - 59.9 % 40.0 - 49.9 % 30.0 - 39.9 % 20.0 - 29.9 % 10.0 - 19.9 % 0.0 - 9.9 % |

## Situación actual

### La cuestión del idioma
El estatus de oficialidad del idioma ruso ha ido variando en función de las relaciones entre Kazajistán y la antigua Unión Soviética, primero y entre Kazajistán y Rusia, después. 
A partir de 1989, emulando medidas similares adoptadas por otras repúblicas soviéticas, el gobierno dispuso la primacía del idioma kazajo por sobre el ruso. Así, se estableció la obligatoriedad de aprender kazajo para los funcionarios públicos de origen ruso.
Aunque el ruso se utiliza de forma masiva en los medios de comunicación, el gobierno kazajo planea aumentar el contenido audiovisual en idioma kazajo hasta un 50% hacia el año 2015.